# Chen Jiapeng
Chen Jiapeng (chinesisch 陳佳鵬 Chén Jiāpéng; * 5. Juli 2002 in Siping) ist ein chinesischer Leichtathlet, der sich auf den Sprint spezialisiert hat.

## Sportliche Laufbahn
Erste internationale Erfahrungen sammelte Chen Jiapeng im Jahr 2019, als er bei den Jugendasienmeisterschaften in Hongkong in 10,66 s die Bronzemedaille im 100-Meter-Lauf gewann und sich auch mit der chinesischen Sprintstaffel (1000 Meter) in 1:55,45 min die Bronzemedaille sicherte. 2023 gewann er bei den Asienmeisterschaften in Bangkok in 38,87 s gemeinsam mit Wu Zhiqiang, Xie Zhenye und Chen Guanfeng die Silbermedaille in der 4-mal-100-Meter-Staffel hinter dem Team aus Thailand und belegte über 100 Meter in 10,30 s den siebten Platz. Im August siegte er mit der Staffel in 38,80 s bei den World University Games in Chengdu und im Oktober siegte er bei den Asienspielen in Hangzhou in 38,29 s gemeinsam mit Chen Guanfeng, Xie Zhenye und Yan Haibin. Bei den World Athletics Relays 2024 auf den Bahamas gelangte er mit 38,75 s auf den sechsten Platz und sicherte damit dem Team einen Startplatz bei den Olympischen Sommerspielen in Paris, bei denen er mit 38,06 s im Finale den siebten Platz belegte.

## Persönliche Bestzeiten
- 100 Meter: 10,08 s (+0,8 m/s), 13. April 2024 in Gainesville
  - 60 Meter (Halle): 6,87 s, 19. Februar 2019 in Nanjing
- 200 Meter: 21,17 s (+0,8 m/s), 11. Juni 2022 in Huangshi